# 関西聖書神学校
関西聖書神学校（かんさいせいしょしんがっこう、英語: Kansai Bible College）は、兵庫県神戸市垂水区塩屋町六丁目にある神学校。日本伝道隊と日本イエス・キリスト教団が共同経営する、きよめ派の代表的な神学校であるが、他教団出身の神学生も多数在籍する。法的には各種学校の位置付けにある。

## 沿革

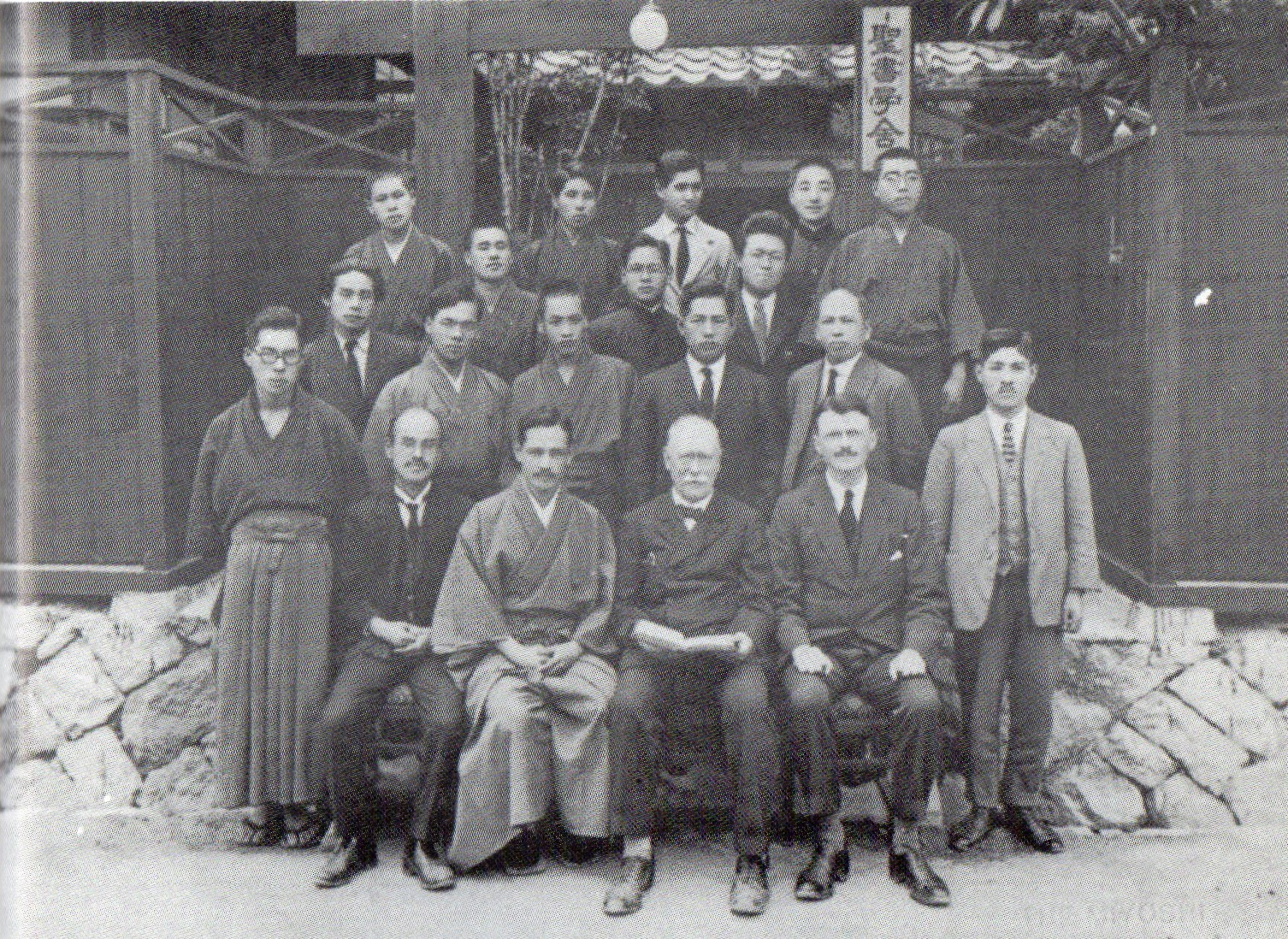
御影の聖書学舎（1924年）

- 1907年 - 神戸市平野に日本伝道隊聖書学校を設立（創設者、バークレー・バックストン、パゼット・ウィルクス、竹田俊造）
- 1924年 - 神戸市御影に聖書学舎を設立。初代校長は沢村五郎。
- 1926年 - J・B・ソーントンが帰国し、日本自立聖書学塾と聖書学舎が合同する。
- 1930年 - 神戸市垂水区塩屋町に移転する。
- 1943年 - 聖書学舎は関西学院などとともに日本西部神学校に合流した[1]。
- 1944年 - 日本西部神学校は東京の日本基督教神学専門学校に合流した[2]。
- 1946年4月 - 戦後、今村好太郎が校長に、沢村五郎が教頭になり、神戸神学塾になった。
- 1948年 - 沢村五郎が校長になり、神戸神学院に改称した。
- 1949年 - 日本伝道隊の再建と共に、日本伝道隊が神学校を経営することになり、ウィリムズが校長になった。
- 1957年9月 - 関西聖書神学校と改称される。
- 1958年4月 - ステパノ神学院が合流。

## 特色
- 聖書的きよめを教理的、体験的に教え、21世紀に間に合う日本及び世界宣教を担う神の器の養成。

## 著名な出身者
- 1917年卒
  - 沢村五郎
- 1918年卒
  - 野畑新兵衛
  - 佐藤邦之助
  - 舟喜麟一
  - 柘植不知人
  - 鋤柄熊太郎
- 1926年卒
  - 安藤喜市
  - 安藤仲市
- 1928年卒
  - 織田楢次
  - 坂本勝重
- 1937年卒
  - 本田弘慈
- 1941年卒
  - 松原和人
- 1955年卒
  - 井出定治